# 겨레문화유산연구원
겨레문화유산연구원은 문화유산의 조사·연구·보존·보호를 통하여 민족문화의 우수성을 선양하고 새로운 문화창조에 기여함. 문화유산과 관련된 지표조사·발굴조사를 실시하며 그에따른 보존과 관리 등 활용방안을 제시하기 위하여 2008년 9월 8일 설립된 문화체육관광부 소관의 재단법인이다. 사무실은 경기도 고양시 덕양구 무원로24, 6층(행신동, 골드프라자)에 있다.

## 주요 사업
- 문화유산의 조사,연구,보존,복원  및 보호운동과 관련한 사업
- 매장문화재에 대한 조사와 연구 및 학술보고서 발간
- 문화유산의 보존, 복원 및 활용방안에 대한 연구
- 문화유산관련 전문인력양성
- 문화유산 관련 학술행사 개최
- 문화유산관련 학술지 발간 및 지원
- 문화유산 관련 자문 및 위탁
- 문화유산 관련 사회교육 프로그램기획 및 운영